# Bronagh Gallagher
Bronagh Gallagher (Derry, 26 aprile 1972) è un'attrice britannica.

## Filmografia parziale

### Cinema
- The Commitments, regia di Alan Parker (1991)
- Pulp Fiction, regia di Quentin Tarantino (1994)
- Mary Reilly, regia di Stephen Frears (1996)
- Angeli del west (Painted Angels), regia di Jon Sanders (1997)
- Divorcing Jack, regia di David Caffrey (1998)
- L'amore dell'anno (This Year's Love), regia di David Kane (1999)
- Star Wars - Episodio I - La minaccia fantasma (Star Wars: Episode I – The Phantom Menace), regia di George Lucas (1999)
- The Most Fertile Man in Ireland, regia di Dudi Appleton (2000)
- Wild About Harry, regia di Declan Lowney (2000)
- Pantaloncini a tutto gas (Thunderpants), regia di Pete Hewitt (2002)
- Skagerrak, regia di Søren Kragh-Jacobsen (2003)
- Spin the Bottle, regia di Ian Fitzgibbon (2003)
- Ritorno a Tara Road (Tara Road), regia di Gillies MacKinnon (2005)
- Tristano & Isotta (Tristan & Isolde), regia di Kevin Reynolds (2006)
- Botched - Paura e delirio a Mosca (Botched), regia di Kit Ryan (2007)
- Oggi è già domani (Last Chance Harvey), regia di Joel Hopkins (2008)
- Malice in Wonderland, regia di Simon Fellows (2009)
- Sherlock Holmes, regia di Guy Ritchie (2009)
- Tamara Drewe - Tradimenti all'inglese (Tamara Drewe), regia di Stephen Frears (2010)
- Albert Nobbs, regia di Rodrigo García (2011)
- Grabbers - Hangover finale (Grabbers), regia di Jon Wright (2012)
- Guida alle ricette d'amore (The Food Guide to Love), regia di Dominic Harari e Teresa Pelegri (2013)
- Rückkehr nach Montauk, regia di Volker Schlöndorff (2017)
- Il club del libro e della torta di bucce di patata di Guernsey (The Guernsey Literary and Potato Peel Pie Society), regia di Mike Newell (2018)
- A Bump Along the Way, regia di Shelly Love (2019)
- La vita straordinaria di David Copperfield (The Personal History of David Copperfield), regia di Armando Iannucci (2019)
- Prima danza, poi pensa. Alla ricerca di Beckett (Dance First), regia di James Marsh (2023)
- The End, regia di Joshua Oppenheimer (2024)

### Televisione
- Dear Sarah - film TV (1989)
- Over the Rainbow - serie TV, 8 episodi (1993)
- Holy Cross - film TV (2003)
- Metropolitan Police (The Bill) - serie TV, 3 episodi (1992-2007)
- The Peter Serafinowicz Show - serie TV, 6 episodi (2007)
- The Life and Adventures of Nick Nickleby - miniserie TV, 4 episodi (2012)
- The Field of Blood - serie TV, 4 episodi (2011-2013)
- Pramface - serie TV, 17 episodi (2012-2014)
- You, Me and the Apocalypse - miniserie TV, 6 episodi (2017)
- Count Arthur Strong - serie TV, 6 episodi (2017)
- Brassic - serie TV, 27 episodi (2019-in corso)
- Signora Volpe - serie TV, episodio 1x02 (2022)